# 김경수 (프로게이머)
김경수(1988년 9월 14일 ~ )는 대한민국의 전직 스타크래프트 II 프로게이머이다. 종족은 프로토스이며, 아이디는 LegalMind이다.
제넥스와 슬레이어스, 해외 팀인 Team Clash에서 활동한 경력이 있다.
2011년 10월 은퇴했다.

## 주요 기록
- 2010 TG-Intel 스타크래프트 II OPEN Season 1 16강
- 2010 소니 에릭슨 스타크래프트 II OPEN Season 2 64강
- 2011 소니 에릭슨 글로벌 스타크래프트 II 리그 Jan. Code S 32강
- 2011 인텔 글로벌 스타크래프트 II 리그 Mar. Code A 32강
- 2011 LG 시네마 3D, 인텔코리아 슈퍼 토너먼트 64강